# Bon usage du médicament
Le bon usage d’un médicament se définit par l’utilisation du bon médicament, à la bonne dose, pour une durée adaptée, par un patient qui le tolère correctement. La iatrogénie (ou iatrogénèse) médicamenteuse correspond aux conséquences négatives ou indésirables sur l’état de santé des patients provoquées par la prise d’un médicament (qu’il soit bien utilisé ou non).

## Les chiffres
Chaque année en France, plus de 10 000 décès et 130 000 hospitalisations d’une durée moyenne d’une dizaine de jours sont imputables à une mauvaise utilisation de médicaments,,. On considère que dans 45 à 70 % des cas ces accidents seraient évitables. 
Du fait de leurs pathologies multiples et leur polymédication, les personnes âgées sont plus particulièrement exposées au risque de iatrogénie médicamenteuse,.
La France a longtemps été est un des plus mauvais élèves au regard de la consommation de médicaments en Europe. Si elle s'est classée parmi les plus forts consommateurs européens de médicaments (rapporté à la taille de la population) pendant de nombreuses années, des études plus récentes montrent qu'elle se situe désormais dans la moyenne européenne.
En 2000, l’Organisation mondiale de la santé a déclaré que “résoudre le problème de la non-observance thérapeutique serait plus efficace que l’avènement de n’importe quel progrès médical”.

## Les causes d’un mauvais usage du médicament

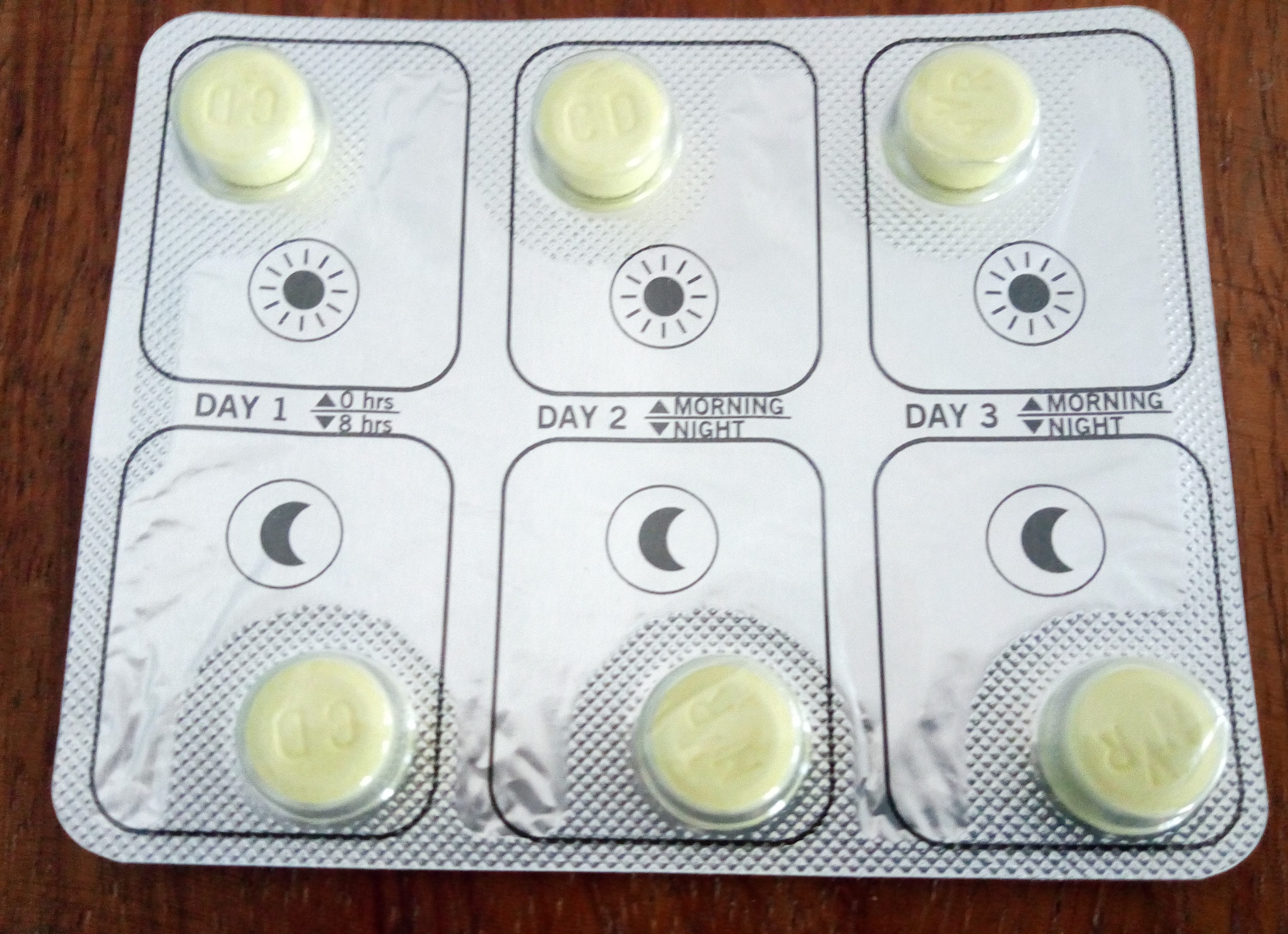
Médicaments avec un symbole pour le moment de la prise.

Le mauvais usage d’un médicament peut être la conséquence d’une ou plusieurs erreurs lors de la prise du médicament,, :
- un mauvais dosage : le patient ne prend pas la bonne dose de médicaments,
- une mauvaise prise : le patient prend ses médicaments au mauvais moment,
- le non-respect du traitement prescrit : le patient ne respecte pas la prescription (posologie, fréquence, durée du traitement)
- une interaction entre plusieurs médicaments : un patient prenant plusieurs traitements (= polymédication) entraîne un risque d’incompatibilité entre les différents médicaments et un cumul des effets secondaires,
- une prescription inappropriée : le médecin a prescrit un médicament ne correspondant pas (ou plus) à la pathologie du patient ou un traitement inapproprié (insuffisance ou excès), la multiplicité des intervenants (médecin généraliste, spécialistes, etc…)

## Le bon usage des médicaments
Tous les intervenants de la chaîne du médicament (aussi bien les patients que les professionnels de santé ou encore les industriels) ont un rôle à jouer pour promouvoir et développer de meilleures pratiques quant au bon usage des médicaments.

### Les patients
Au niveau des patients, on recense plusieurs consignes à respecter délivrées par le Ministère de la Santé , :
- information à son médecin des médicaments utilisés pour éviter les interactions avec d’autres traitements éventuels,
- respect de la prescription et de la posologie,
- surveillance des éventuels effets secondaires et leur signalement le cas échéant,
- identification du nom de la substance active des médicaments (dénomination commune internationale : DCI),
- inscription du nom du médicament par le pharmacien sur la boîte en cas de substitution par un médicament générique,
- conservation et stockage des médicaments dans leur emballage d’origine,
- pas d‘utilisation de médicaments provenant d’un traitement antérieur ou ayant dépassé la date de péremption,
- élimination des médicaments non utilisés en les rapportant au pharmacien,
- stockage des médicaments hors de la portée des enfants,
- pas d’automédication sans conseil auprès de son pharmacien.

### Les professionnels de santé
Au-delà de leur rôle de prescription, vérification ou conseil, on voit le développement de nombreux outils spécifiques à destination des professionnels de santé (médecins, infirmiers, pharmaciens, etc…) pour favoriser le bon usage du médicament : outils d’aide à la prescription, logiciels d’aide à la prescription permettant de détecter l’ensemble des interactions médicamenteuses, plateforme d’aide au suivi de la prise des médicaments, dossier pharmaceutique (DP), modules d’e-learning, etc…,.

### Les industriels du secteur
Du côté des industriels, on voit apparaître des solutions permettant d’améliorer le bon usage du médicament. Des start-ups telles que Posos ou Synapse Medicine ont lancé des solutions utilisant l’intelligence artificielle. Elles permettent de proposer aux professionnels de santé (médecin, pharmacien, soignant) des outils d’aide à la décision offrant des informations fiables et immédiates sur les médicaments prescrits, et ainsi diminuer le risque de mésusage,. Des piluliers préparés en pharmacie sont également apparus sur le marché depuis quelques années. Ils permettent de sécuriser la prise des médicaments et l’observance du traitement (qui passe de 77% en moyenne à 98% avec un pilulier sécurisé). La société Medissimo a notamment développé un pilulier connecté primé au Consumer Electronics Show (CES) de Las Vegas en 2014 ainsi que des applications web qui permettent de s’assurer de la bonne prise des médicaments par le patient et qui offre aux professionnels de santé un outil de suivi du traitement à distance. Ces piluliers connectés permettent donc aux soignants de connaître le niveau exact d’observance de la prescription et donc de favoriser le bon usage du médicament.

### Le collectif Bon usage du médicament
Né en 2015, le collectif Bon usage du médicament regroupe 18 acteurs professionnels de la chaîne du médicament (médecins, infirmiers, kinésithérapeutes, pharmaciens, industriels du médicament, acteurs de la protection sociale, …) autour du bon usage du médicament. Il a notamment mis en œuvre un plan d’action à destination des patients et des professionnels de santé. Ce programme aurait permis d’obtenir des résultats significatifs en matière de santé publique (diminution de la consommation médicamenteuse et des associations médicamenteuses à risque) et de réduire les dépenses de l’Assurance maladie de 185 millions d’euros entre le 1er semestre 2015 et le 1er semestre 2016,.
Lors de la Tribune du Bon usage du médicament qui s’est déroulée à Paris le 22 mars 2018, le Collectif a présenté 10 préconisations pour l’amélioration du bon usage du médicament :
- Fixer un objectif de réduction des décès et des hospitalisations dus au mauvais usage du médicament à 5 ans,
- Créer un Observatoire du bon usage du médicament,
- Renforcer la formation de tous les professionnels de santé au bon usage du médicament,
- Encourager la coopération médecins-pharmaciens au travers du Développement Professionnel Continu,
- Sensibiliser les jeunes et les salariés au bon usage du médicament via le Service Sanitaire,
- Relancer les campagnes d’information grand public sur le bon usage, portées par les autorités de santé,
- Généraliser dans les logiciels d’aide à la prescription, la détection des interactions médicamenteuses provenant de multi-prescriptions,
- Accélérer, via le DMP (Dossier Médical Partagé), la mise à disposition des outils de partage des données patients entre professionnels de santé et œuvrer à leur bonne utilisation,
- Rendre inter opérables les messageries sécurisées entre professionnels de santé (ville/hôpital),
- Mettre en place un numéro vert à destination des médecins et pharmaciens pour leur permettre de contacter un référent médicament dans les situations complexes.